# Сан-Хуан (река, впадает в Ла-Плату)
Сан-Хуан (исп. Río San Juan) — река в республике Уругвай.

## География
Река Сан-Хуан берёт начало на гряде Кучилья-де-Сан-Сальвадор возвышенности Кучилья-Гранде-Инфериор в департаменте Колония возле города Флоренсио-Санчес. Течёт с северо-востока на юго-запад, впадает в Ла-Плату к северо-западу от Колонии-дель-Сакраменто.
Длина реки составляет 77 км, а её бассейн занимает площадь около 1500 км².